# مطار مقيبلة
مطار مقيبلة هو مطار عسكري مهجور يقع على بعد 3 كيلومترات شمال مدينة جنين في أقصى شمال الضفة الغربية.

## التاريخ
بُني المطار عام 1917 على يد القوات الجوية الألمانية القيصرية في فلسطين العثمانية. بعد معركة مجدو عام 1918، استخدم سلاح الجو الملكي البريطاني المطار كمنطقة عسكرية للطائرات. كما تم استخدمه سلاح الجو الأمريكي خلال حملة شمال أفريقيا أثناء الحرب العالمية الثانية. استخدمته أيضًا وحدة سلاح الجو التاسعة في القوات الجوية الأمريكية لمهاجمة المطارات في مصر لقيامها بمهمات غرب مصر وليبيا. بعد انتهاء الحرب، هُجر المطار الذي كان يتكون من مدرجين من الخرسانة.